# Damophon (König von Korinth)
Damophon (altgriechisch Δαμοφῶν Damophṓn) ist in der griechischen Mythologie ein König von Korinth. 
Damophon ist der Sohn des Thoas, Enkel des Ornytion und Urenkel des Sisyphos. Er besteigt nach seinem Vater den Thron von Korinth. Er ist der Vater des Propodas, der nach seinem Tode die Regierung übernimmt, und Großvater von Doridas und Hyanthidas, während derer Herrschaft die Dorer gegen Korinth ziehen. 